# Серристори, Луиджи
Граф Луиджи Серристори (итал. Luigi Serristori; 1793, Флоренция — 1857, Флоренция) — государственный и политический деятель Великого герцогства Тосканского, итальянский экономист и писатель
. Член Петербургской академии наук.

## Биография
Представитель графской флорентийской семьи Серристори. Сын сенатора Аверардо и маркизы Марии Лукреции Пуччи. Окончил наполеоновскую Высшую нормальную школу в Пизе.
Получил степень бакалавра по литературе. Позже изучал математику, физику и естественные науки в Пизанском университете.
После падения Наполеона отправился в Россию, где служил в армии Российской империи в течение десяти лет (1819—1829).
В декабре 1819 года получил чин капитана корпуса инженеров путей сообщения.
В 1822 году, в качестве топографа, был направлен в Грузию. Побывал в Харькове, Елисаветграде, Николаеве, Одессе, Крыму. После кавказского командировки — на службе в штате новороссийского генерал-губернатора М. С. Воронцова в Одессе. Занимался обустройством Карантинной гавани.
Участник русско-турецкой войны 1828—1829 годов. Ушёл в отставку в чине полковника в 1833 году.
Вернувшись из театра военных действий на Балканах, занимал должность консула Тосканы в Одессе. В 1833 г. возвратился на родину, в Тоскану, где в 1847 г. занял пост военного министра при дворе великого герцога Тосканы Леопольда II, руководил министерством иностранных дел (1847/48).
В 1840—1845 годах был губернатором Сиены, а затем с января 1846 года по сентябрь 1847 года — Пизы. Основал и руководил Военным колледжем Флоренции.
Занимался развитием железных дорог. Революция 1848-го года заставил его вернуться к частной жизни, но уже в 1850—1854 гг. он опять работал военным министром.
Был женат на дочери переводчика российского посольства в Константинополе Софии Франкини.
Как политик, сочетал в себе консерватизм и идеи модернизации, классовую идентичность и государственных подход в проблемам, династическую лояльность и концепцию общественной власти, направленной на улучшение условий жизни людей.
Автор ряда трудов социального характера, статистики и торгово-экономических отношений между Италией и Россией. Благодаря пребыванию в России, получил материал для некоторых своих работ, в том числе «О колониях итальянцев в Чёрном море в средние века» (1832).
В 1843 году появилась его работа «О возможности таможенного союза между итальянскими государствами» (Sulla possibilità di un’unione doganale tra gli stati italiani), в которой он выступал за создание таможенного союза в Италии и Австрии.

## Избранные сочинения
- «Sopra le machine a vapore» (1816),
- «Sulla navigazione a vapore nella Gran-Britannia» (1817),
- «Saggio statistico sulla Italia» (1833),
- «Sulle scuole elementari» (1847),
- «Relazioni della Spagna» (1854),
- «Illustrazione di una carta del mare nero del 1351» (1856) и др.